# Lélex

Lélex este o comună în departamentul Ain din estul Franței.